# Pamukkale
Pamukkale, mely szó szerinti fordításban „gyapotvárat” jelent, a világ egyik ritka csodája, és az UNESCO világörökség része. A természeti képződmény Törökországban található, 17 kilométerre Denizli városának északi részétől. A hófehér mészkőmedencéket a földfelszín alól feltörő, kalcium-hidrogén-karbonátban és szén-dioxidban gazdag, körülbelül 35 °C-os forrásvíz hozta létre, amikor lezúdult a domboldalon. A helyet már az ókorban is látogatták mint gyógyfürdőt. Pamukkale környezetében több melegvizű forrás is található, melyet az újonnan épült gyógyfürdők és szállodák is használnak. Pamukkale emiatt a modern gyógyturizmus egyik célpontja lett. Pamukkale Törökország legnépszerűbb turisztikai célpontja, 2019-ben mintegy hárommillió turistára számítanak.
Pamukkale testvérvárosa Eger.

## Geográfia és történelem
Átlagos tengerszint feletti magassága 360 méter, 100–150 méterrel emelkedik a Lükosz folyó síksága fölé. I. e. 1900 körül már lakott volt, őslakói a luvik. I. e. 550–500 között a hely neve Kidrara (Idrara) volt, és a Lükosz völgyében elterülő Hüdrala településhez tartozott, változóan Maniszosz, Kolosszai vagy Laodikeia fennhatósága alatt volt. Hüdrala hanyatlása akkor kezdődött, amikor II. Attalosz pergamoni király templomot építtetett a hegyen, amely hely később Hierapolisz városává nőtte ki magát.
A termálvíz aktív szubvulkáni tevékenységhez kapcsolódik, így a terület kiemelten földrengésveszélyes, a környéket gyakran döntötte romba földrengés. A földmozgások során a források helyzete is változott. Az ókorban még Hierapolisz délkeleti városfala alatt képződtek a teraszok és medencék, a középkorban a délnyugati részre tevődött át, jelenleg pedig épp a kettő között aktívak.
A termálvíz jellemzői:
- kálium-klorid: 23,5 mg/l
- nátrium-klorid: 32,5 mg/l
- kalcium-klorid: 464,5 mg/l
- magnézium-klorid: 91,1 mg/l
- vas-klorid: 0,036 mg/l
- alumínium-klorid: 2,34 mg/l

Az anionok aránya:
- klór: 53 mg/l
- nitrát: nagyon kevés
- szulfát: 675,5 mg/l
- hidrogén-foszfát: 1,08 mg/l
- hidrogén-karbonát: 1045,3–1774,8 mg/l
- szervetlen poliszulfidok: 18 mg/l
- szén-dioxid: 1144,0 mg/l

## Legenda
A legenda szerint II. Eumenész pergamoni király lánya váratlanul megbetegedett, és a tudós doktorok nem találták baját. A király jutalmat ajánlott annak, aki meggyógyítja. Egyszer felbukkant egy idős orvos, aki azt javasolta a királynak, vitesse leányát a közeli hegyre, ahol gyógyító erejű forrás fakad, a leány vegyen fürdőt és igyon a vízből. Miután a király lánya valóban meggyógyult, az uralkodó várost építtetett a helyre fürdőkkel. A város neve Hierapolisz lett, „Szent Város”, ahol később többek között a Római Birodalom uralkodói is megfordultak.

## Pamukkale jövője
A Pamukkalét tápláló vízforrás hozama folyamatosan csökken, és a mészkőmedencék is elkezdtek elszíneződni. Emiatt a török kormány intézkedéseket vezetett be a képződmény védelmében. Pamukkáléban csak kijelölt útvonalon lehet közlekedni, meghatározott medencékben lehet fürödni és le kell venni a cipőt.

## Képek

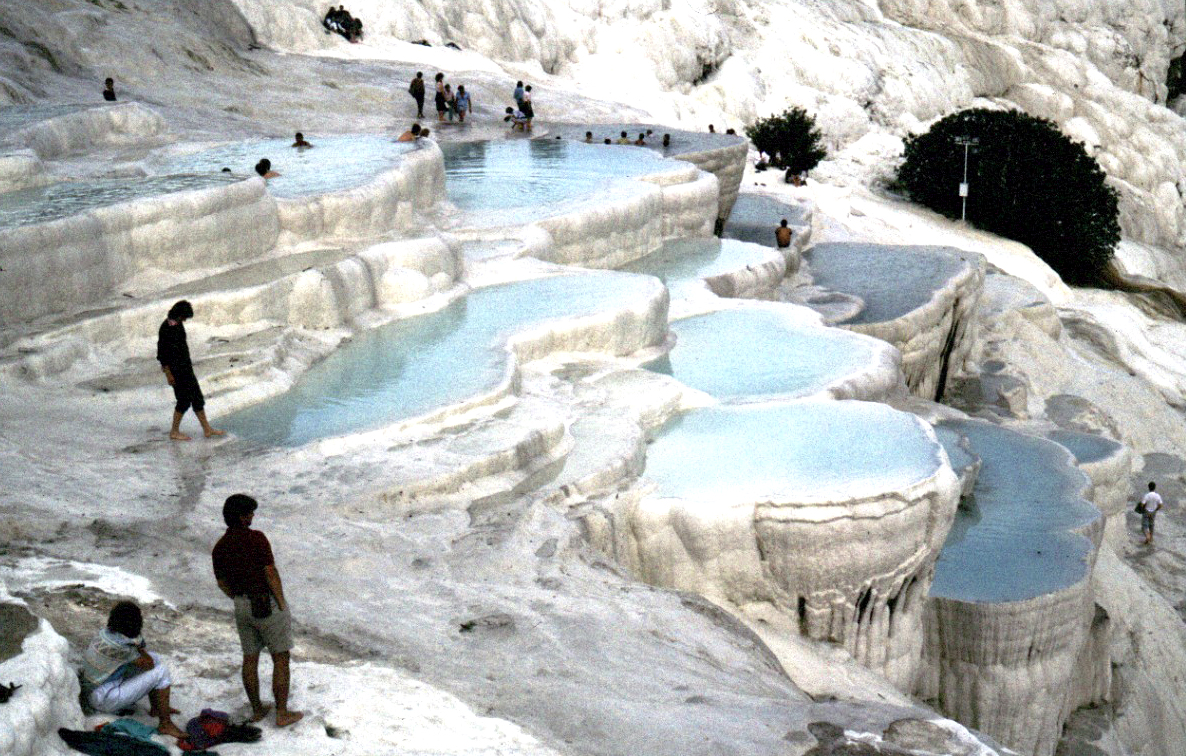
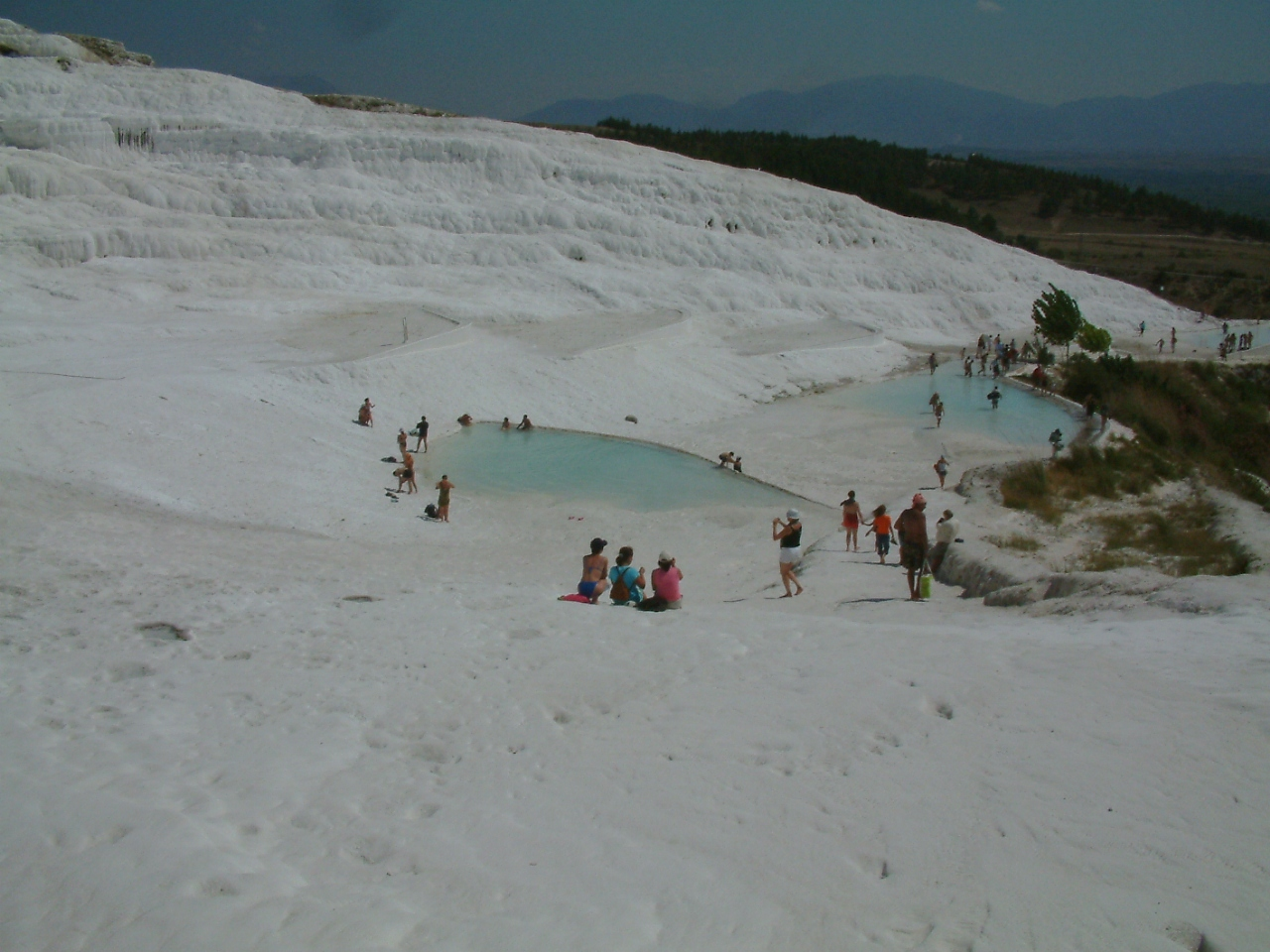
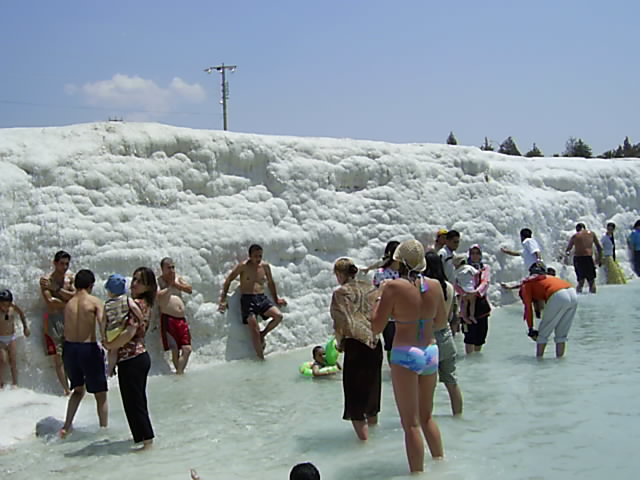
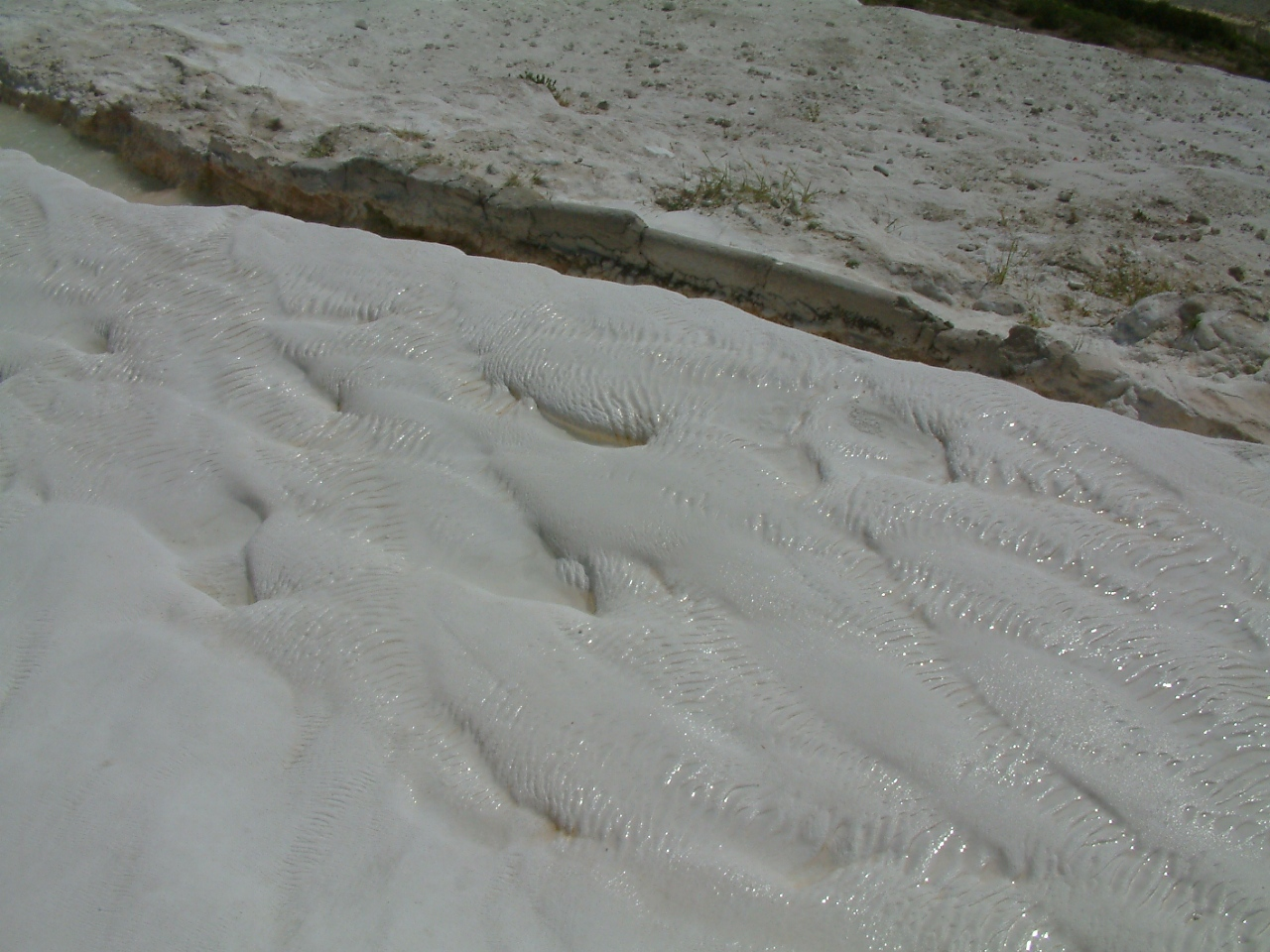
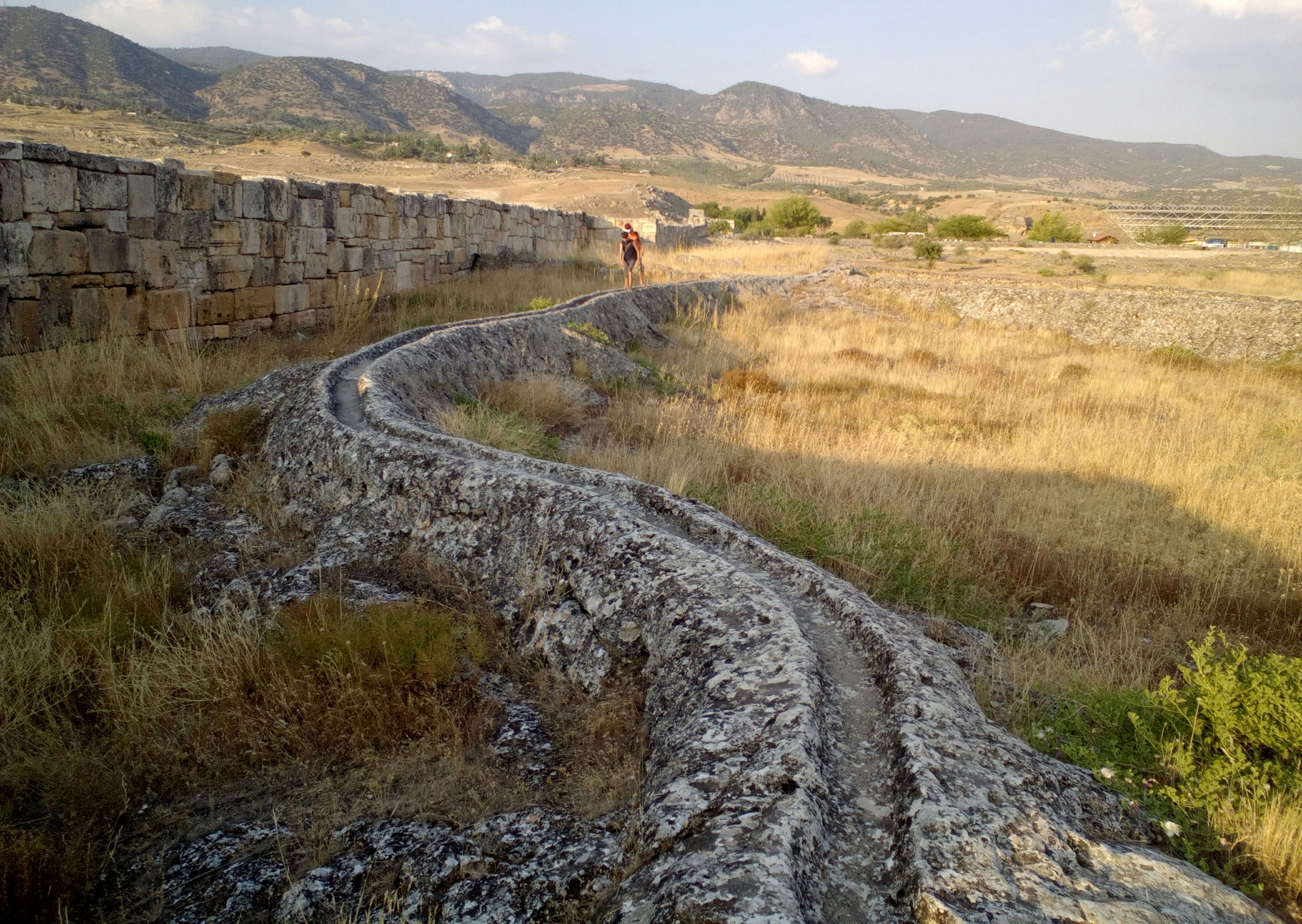
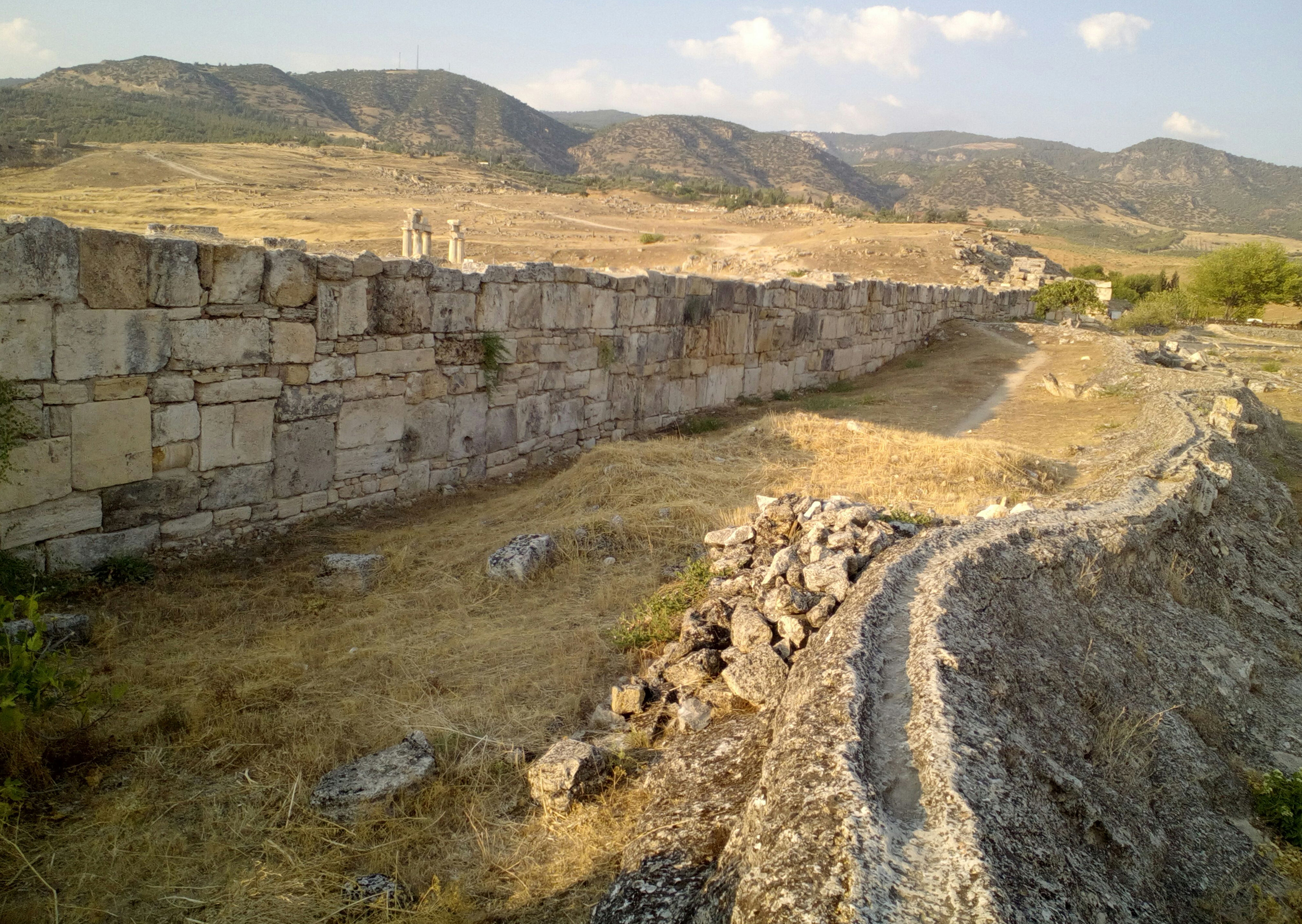
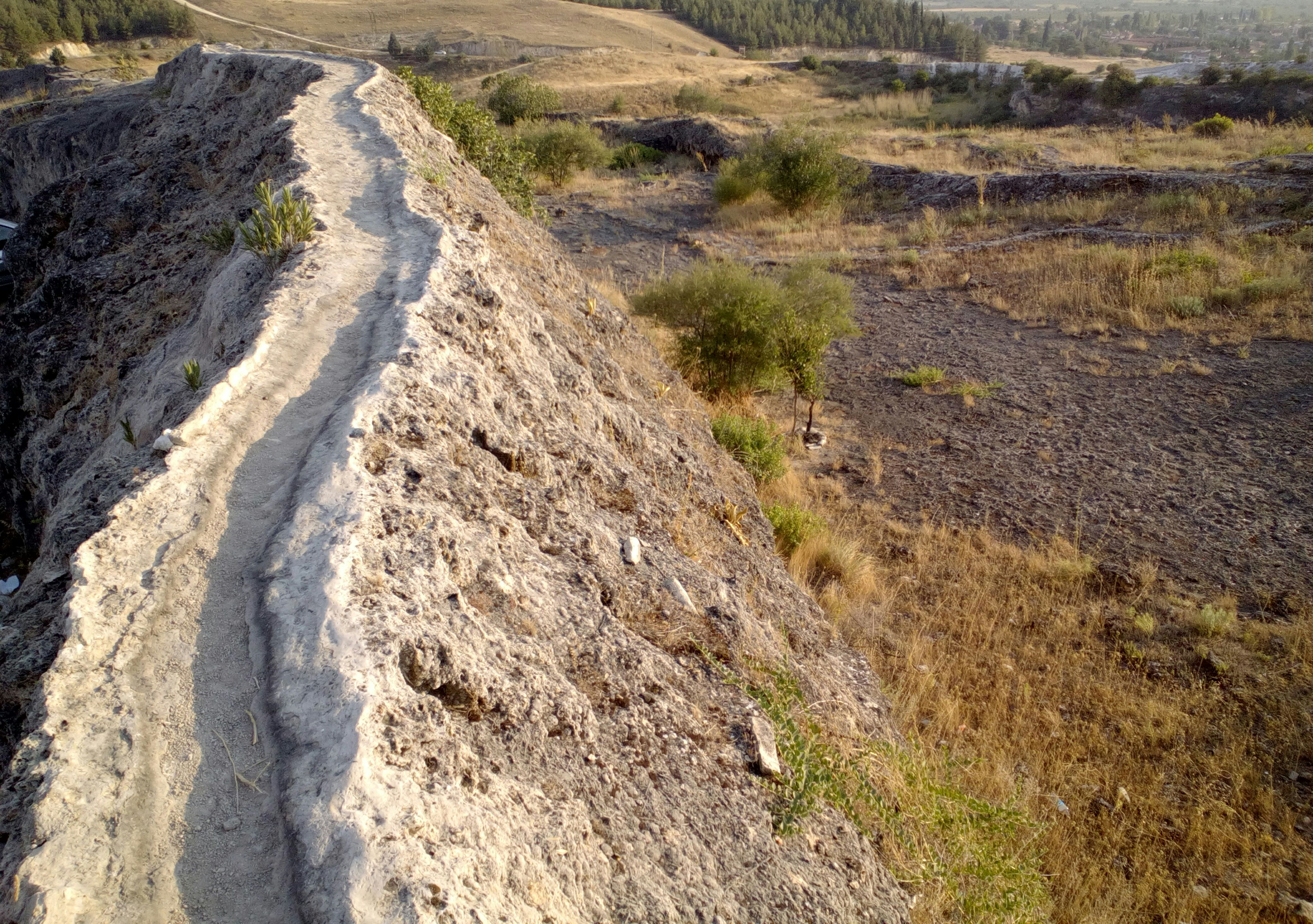
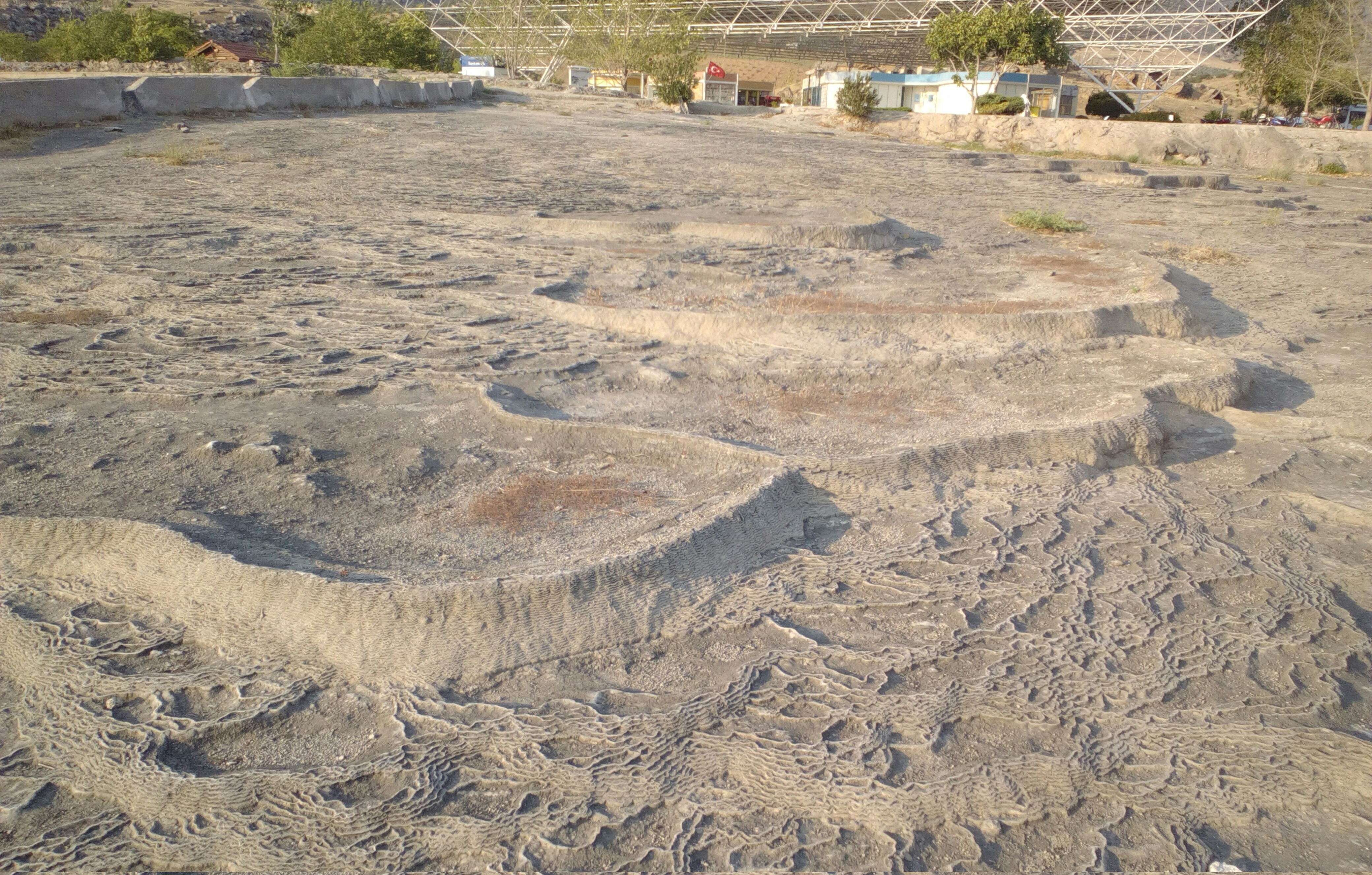
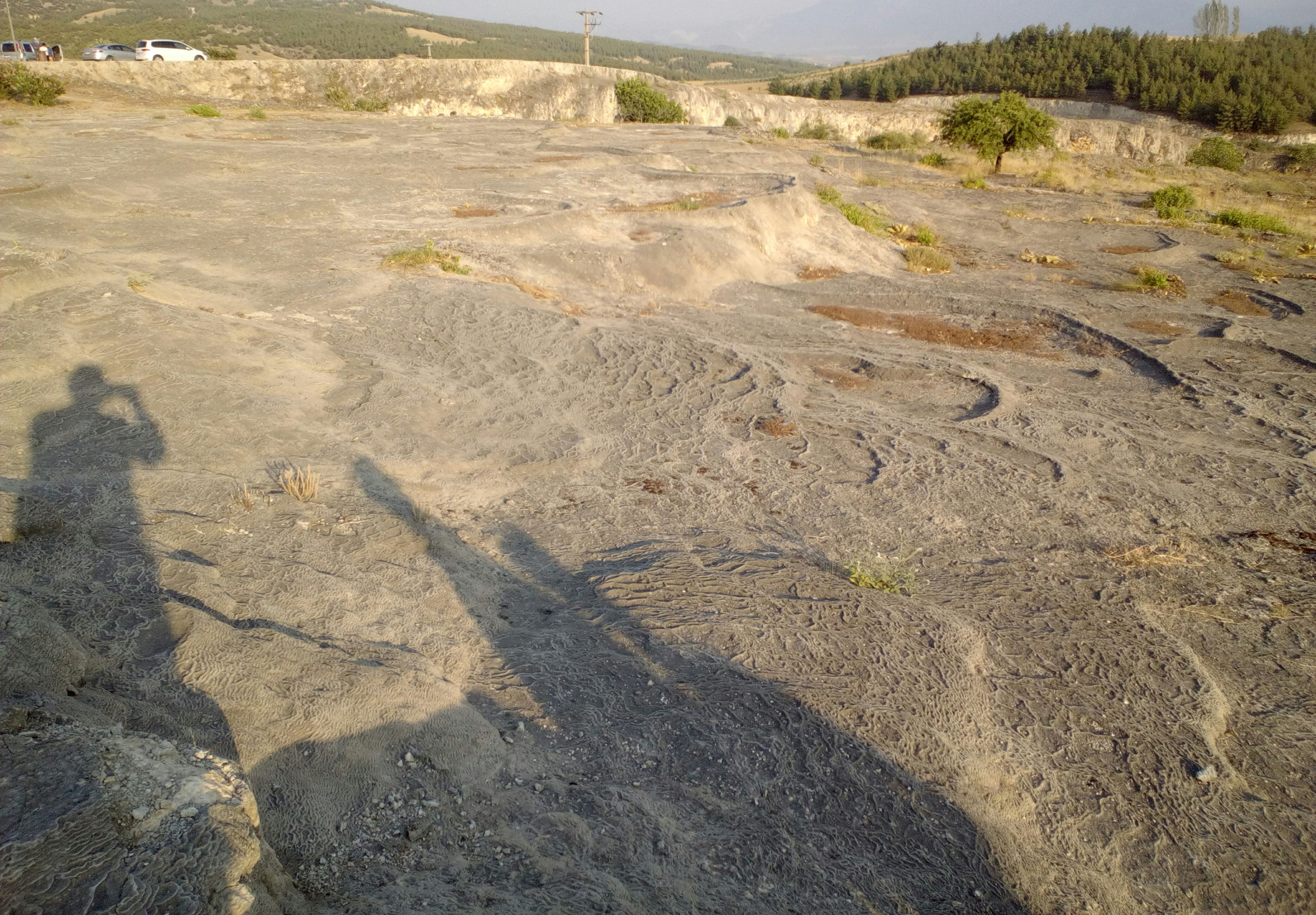
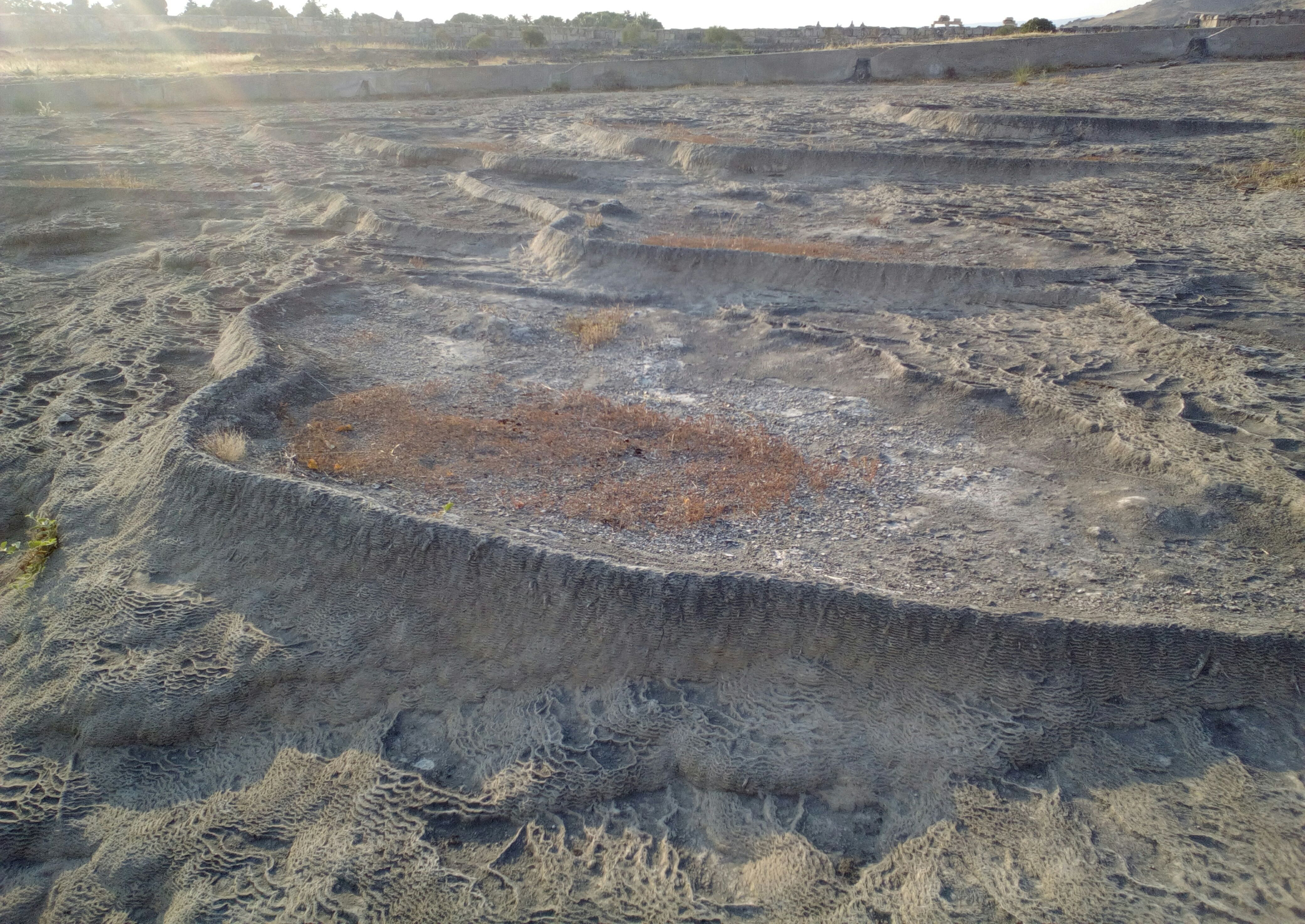
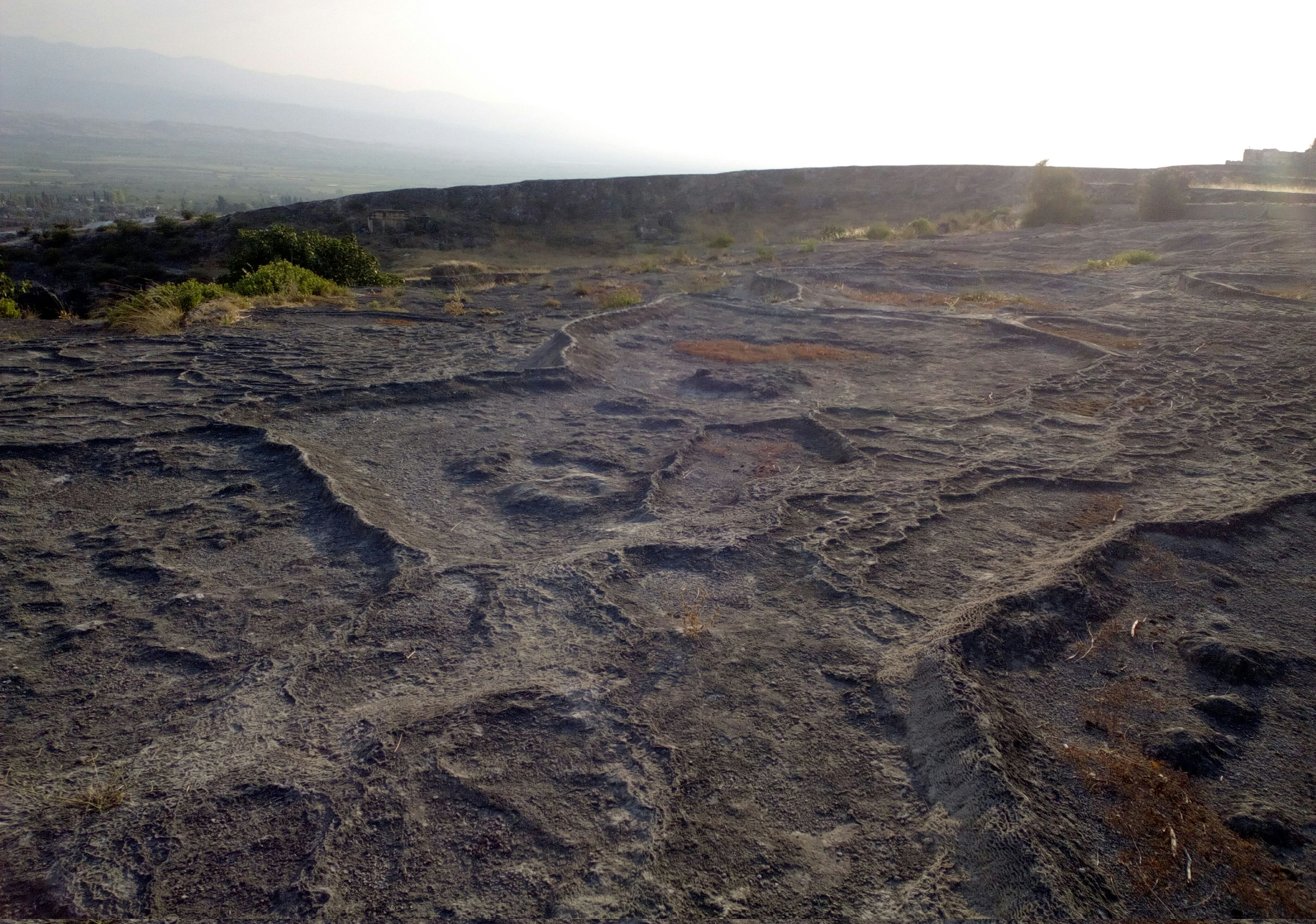
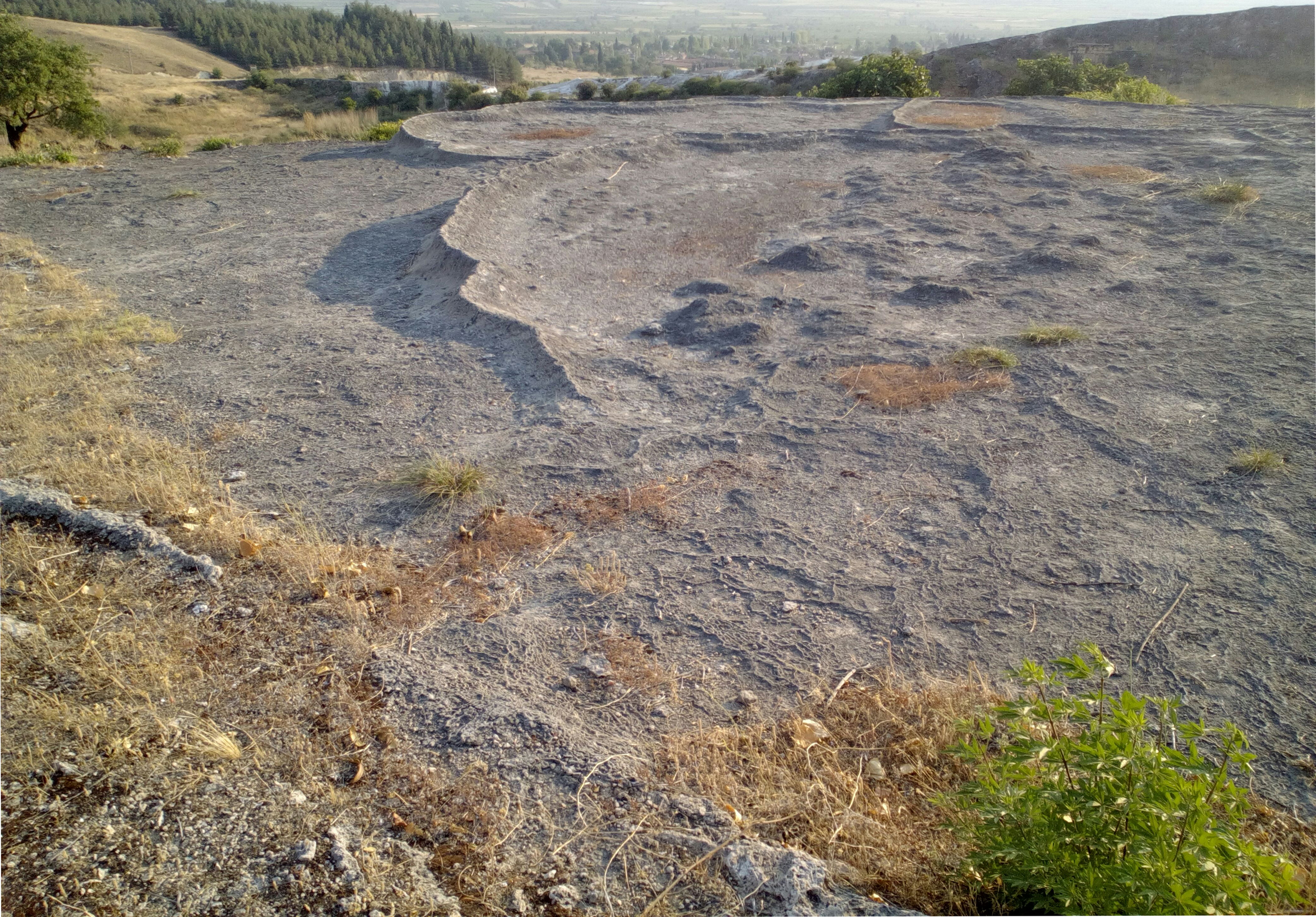